# Eriskay

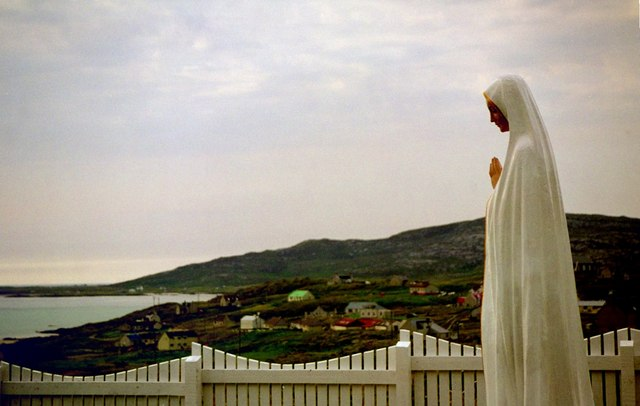
Panorama di Eriskay

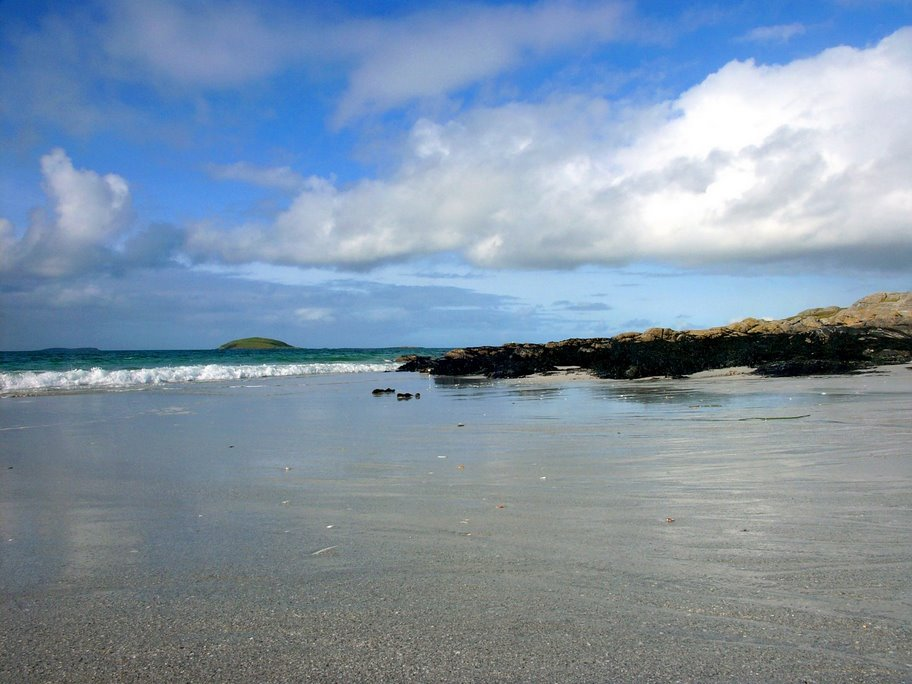
Una spiaggia di Eriskay

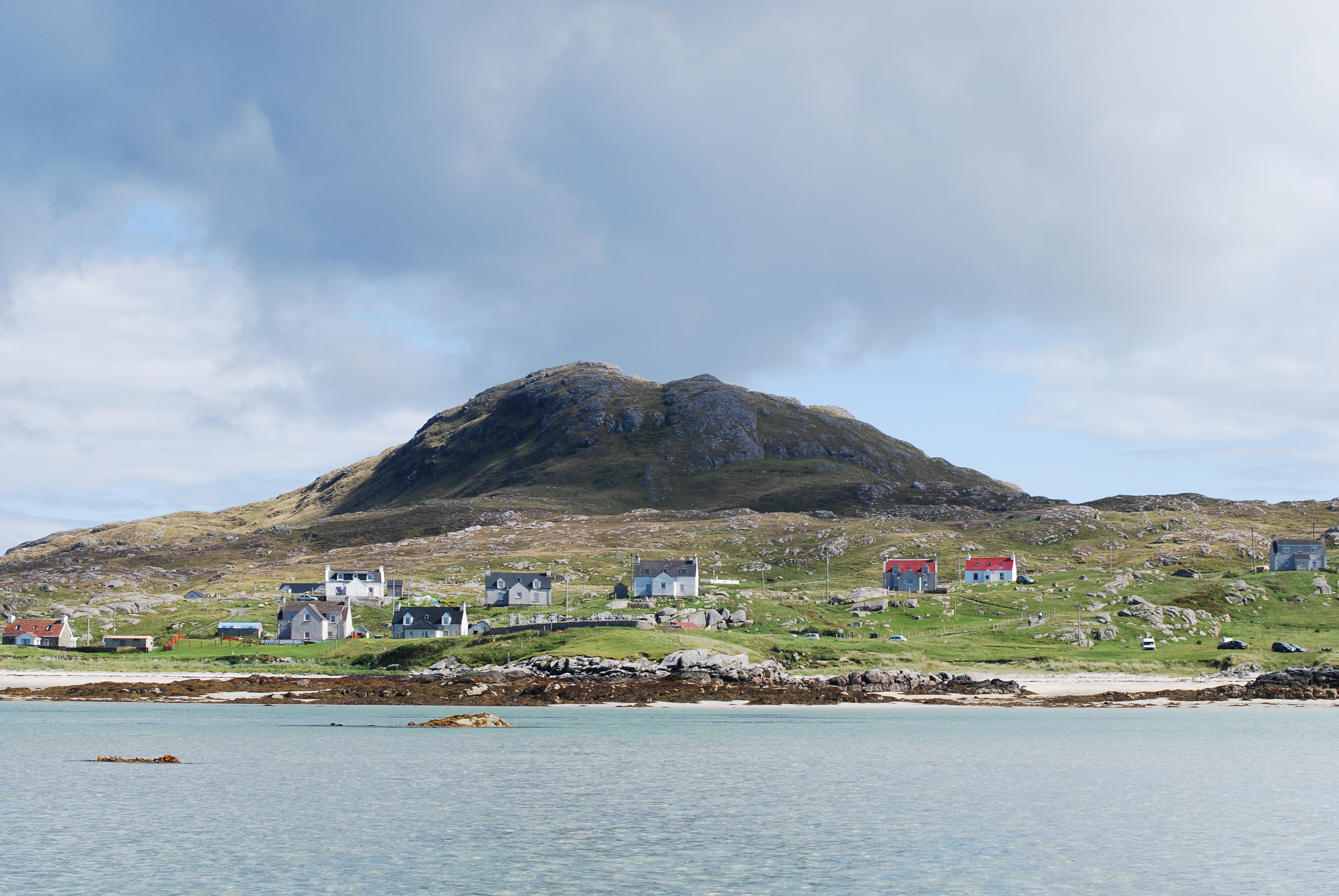
Il Beinn Sciathan, la cima più elevata dell'isola

Eriskay (in gaelico scozzese: Eirisgeidh; Eiriosgaigh o Èirisgeigh; 2, 7 km²; 130 ab. circa) è un'isola della Scozia nord-occidentale, facente parte dell'arcipelago delle Ebridi Esterne (Outer Hebrides) e situata nel Sound of Barra (Oceano Atlantico).
Centro principale dell'isola è Am Baile.

## Etimologia
Il nome dell'isola è di origine nordica e significa letteralmente "isola di Eirikr".
Un altro nome dell'isola è Eilean na h-Oige, che significa "isola della gioventù".

## Geografia

### Collocazione
Eriskay si trova tra le isole di South Uist e Barra (rispettivamente a sud della prima e a nord/nord-est della seconda).

### Dimensioni
L'isola misura 4,5 km in lunghezza e 2,5 km in larghezza.

### Territorio
La cima più elevata dell'isola è il Beinn Sciathan, che si erge per circa 185 metri.

## Storia
Nel 1550 l'isola divenne di proprietà di Macne-il di Barra. A quell'epoca, Eriskay viveva principalmente di pesca.,
Il 23 luglio 1745, la nave francese Du Teillay fece sbarcare su una spiaggia della parte occidentale dell'isola una piccola barca a bordo della quale vi era Bonnie Prince Charles, diretto a scatenare l'insurrezione giacobita del 1745. Quella spiaggia prese così da quel momento il nome di Coilleag a'Phrionnsa, ovvero "spiaggia del guscio di conchiglia del principe".
Nel 1838 Eriskay fu venduta al colonnello Gordon of Cluny. Da quel momento, l'attività principale dell'isola divenne l'allevamento delle pecore.
Il 5 febbraio 1941, la parte settentrionale dell'isola fu attaccata dalle SS, che assaltarono un cargo diretto a New York e che trasportava 264.000 bottiglie di whisky. Una volta che l'equipaggio si era messo in salvo, alcuni abitanti dell'isola (circa una trentina) si adoperarono per recuperare anche parte del carico.
Tra il maggio del 2000 e il luglio del 2001, fu costruita una strada sopraelevata lungo 1.650 metri che permise di collegare via terra Eriskay a South Uist. Ultima tra le opere del genere nelle Ebridi Esterne, doveva servire, tra l'altro, a rimpopolare l'isola, la cui popolazione era scesa dai 421 abitanti del 1931 ai 133 del 2001.

## Fauna

### Il pony di Eriskay
Ad Eriskay ha avuto origine una particolare razza equina nota come pony (di) Eriskay (Eriskay pony). Si tratta di un cavallo che può raggiungere un'altezza di circa 124–138 cm.
| . |

## Edifici e luoghi d'interesse

### Chiesa di San Michele
Tra gli edifici d'interesse, vi è la Chiesa di San Michele (St Michael's Church) di Am Baile, costruita nel 1903.
|  |

## Trasporti
Oltre che dalla citata sopraelevata che la collega a South Uist, Eriskay è collegata all'isola di Barra da un traghetto che compie il percorso per 5 volte al giorno.

## Eriskay nella cultura di massa
- La vicenda del cargo attaccato dalle SS nel 1941 ispirò il racconto di Compton MacKenzie Whisky Galore (1947), da cui è stato tratto anche un film[2][5]